# Nachal Megido
Nachal Megido (hebrejsky: נחל מגידו) je vádí v severním Izraeli.
Začíná v nadmořské výšce okolo 200 metrů na úpatí vysočiny Ramat Menaše, na severním okraji vrchu Giv'at Jošijahu, severozápadně od vesnice Megido. Vede pak k severu, přičemž klesá po zalesněných svazích do zemědělsky využívaného Jizre'elského údolí, do kterého vstupuje východně od vesnice Midrach Oz. Zleva zde přijímá vádí Nachal Slav a Nachal Midrach. V následujícím úseku vede uměle napřímeným korytem k severu, napříč centrální částí údolí. Jihozápadně od vesnice Kfar Baruch a pod vodní nádrží Ma'agar Kfar Baruch ústí zleva do řeky Kišon.